# Vuk Branković
Vuk Branković (srbsko Вук Бранковић), srbski plemič, * 1345, † 6. oktober 1397. 
Ustanovil je polodvisno fevdalno državo v današnji južni Srbiji, ki je posedovala tudi Kosovo in Metohijo, severno Makedonijo ter severno Črno goro. Država se je imenovala Oblast Brankovića (Vukovo kraljestvo) ali preprosto Vukova zemlja (Vukova država), Vuk pa se je imenoval gospodin (gospod). Po bitki na Kosovskem polju je postal najmočnejši srbski velikaš.

## Poreklo
Vuk Branković je bil iz srbske plemiške družine, ki je med vladanjem Nemanjićev v 13. in 14. stoletju igrala v Srbiji pomembno vlogo.  Bil je sin Branka Mladenovića (umrl pred letom 1365), ki je od cesarja Stefana Dušana (1331–1355) prejel visok dvorni naslov sebastokrator in je služboval kot guverner Ohrida v današnji Makedoniji. Vukov stari oče Mladen (umrl pred letom 1326) je bil pod kraljem Milutinom (1282–1321) župan (grof) Trebinja, pod kraljem Stefanom Dečanskim (1321–1331) pa vojvoda.

## Širitev oblasti
Po očetovi smrti je uzurpatorski kralj Vukašin prisilil Vuka ter brata Grgurja in Radonjo Nikolo da so  zapustili svoje posesti v Ohridu v zahodni Makedoniji in se umaknili v domovino svojih prednikov Drenico na današnjem Kosovu. Od tod je Vuk, ki je obdržal skromni naslov gospodin, začel širiti svoje kraljestvo in graditi svojo državo. Izkoristil je smrt kralja Vukašina Mrnjavčevića v bitki na Marici in zasedel njegovo ozemlje v južnem Kosovu in severni Makedoniji in mesto Skopje. 
Ključni dogodek pri njegovem vzponu na oblast v Srbiji je bila poroka z Maro, hčerko najvplivnejšega srbskega plemiča  kneza Lazarja Hrebeljanovića, ki mu je kot doto prinesla obsežna ozemlja na Kosovu in mesto Zvečan. Poroka je utrdila zavezništvo med vladarskima hišama in Vuku zagotovila Lazarjevo pomoč pri nadaljnjih načrtih, čeprav je moral v zameno priznati Lazarja za svojega fevdalnega gospoda. Kmalu po poroki so Lazar, Vuk in bosanske kralj Tvrtko I. Kotromanić napadli župana (vojvodo) Nikolo Altomanovića, ki je vladal v zahodni Srbiji, ga premagali in si leta 1373 razdelili njegovo ozemlje. Vuk je dobil ozemlje Raške s srbskim glavnim mestom Ras in del Polimlja v današnji Črni gori. Po smrti Đurađa I. Balšića leta 1378 je zasedel njegovi mesti Prizren in Peć in pokrajino Metohijo in zaključil širitev svojega kraljestva.
Na višku moči se je Brankovićevo ozemlje raztezalo od Sjenice na zahodu do Skopja na vzhodu. Glavni mesti države sta bili Priština in Vučitrn. Druga najpomebnejša  mesta so bila  Prizren, Peć, Skopje in Ras ter rudarska naselja Trepča, Janjevo in Gluhavica.

## Bitka na Kosovskem polju
Po bitki na Marici so Osmani prisilili fevdalne vladarje v južni Srbiji (današnja Makedonija in severna Grčija) Konstantina Dragaša, kraljeviča Marka, Toma Preljubovića in druge, da so postali njihovi vazali in začeli napadati severna srbska ozemlja v današnji Srbiji, kjer sta vladala knez Lazar in Vuk Branković. Po začetnih srbskih uspehih v bitkah pri Dubravici (1381), Pločniku (1386) in Bileći (1388) so Osmani sprožili obsežen napad, ki je bil usmerjen v samo središče Srbije in Vukovo kraljestvo na Kosovu. V slavni bitki na Kosovskem polju, ki se je končala s strateškim srbskim porazom, je poleg Lazarja in  kontingenta vojske bosanskega kralja Tvrtka I. sodeloval tudi Vuk Branković. Lazar je skupaj z večino svoje vojske padel, Vuku pa je uspelo preživeti in ohraniti svojo vojsko. Njegovo preživetje je postalo gradivo za srbske epske pesmi in legende, v katerih igra vlogo Lazarjevega izdajalca, da bi sam postal vrhovni vladar Srbije. To trditev so sodobni srbski zgodovinarji ovrgli.

## Zadnja leta
Po bitki na Kosovskem polju Vuk ni hotel postati osmanski vazal (sin kneza Lazarja Stefan Lazarević je konec leta 1389 to postal) in je skupaj z ogrskim kraljem Sigismundom začel načrtovati protiudar. Njegov odpor je bil kratkotrajen. Osmani so že leta 1392 zasedli Skopje in Vuka prisilili, da je postal njihov vazal ter jim začel plačevati davek. Vuk se je tudi za tem še upiral in se ni udeležil bitke pri Rovini (1395) in Nikopolju (1396), ki so se je srbski velikaši knez Stefan, kraljevič Marko in Konstantin Dejanović udeležili in je vzdrževal stike z Ogrsko. Osmani so ga zaradi tega leta 1395–1396 napadli in večino njegovega ozemlja dali knezu Lazarju, Vuka pa so zaprli v ječo, kjer je leta 1397 umrl. Manjši del njegovega kraljestva z mestoma Prištino in Vučitrn so nasledili njegovi sinovi, ki so postali osmanski vazali.

## Vuk v ljudskem izročilu
Vuk ima v ljudskem izročilu vlogo izdajalca, ki je omadeževal svoje družinsko ime, ker je v bitki na Kosovskem polju izdal kneza Lazarja, sam pa je bitko preživel. Sodobni zgodovinarji menijo, da ta trditev ni resnična.